# József Szájer
József Szájer, madžarski politik, * 7. september 1961, Šopron.
Szájer je soustanovitelj konservativne politične stranke Fidesz in od leta 2004 poslanec Evropskega parlamenta. Kot evropski poslanec je odstopil, potem ko ga je novembra 2020 belgijska policija prijela na homoseksualni orgiji, ki je kršila omejitve zbiranja ob pandemiji koronavirusne bolezni.

## Izobrazba
Szájer je študiral na univerzi Bibó István in leta 1986 diplomiral kot pravni strokovnjak na Univerzi Loránda Eötvösa v Budimpešti. Na taisti univerzi je deset let predaval rimsko pravo, ob čemer je med letoma 1986 in 1987 obiskoval kolidž Balliol v Oxfordu ter od 1988 do 1989 delal kot raziskovalec na Univerzi Michigana. Leta 1996 je opravil odvetniški izpit.

## Politična kariera

### Madžarska
Leta 1988 se je kot ustanovni član pridružil stranki Fidesz in v letih 1989 do 1990 sodeloval pri »okrogli mizi«, ki se je končala z vzpostavitvijo večstrankarske demokracije v državi. Leta 1990 je bil izvoljen v madžarski parlament, kjer je ostal, dokler ni leta 2004 postal evropski poslanec. Med letoma 1994 in 2002 je vodil poslansko skupino Fidesza, med 1998 in 2002 pa je predsedoval parlamentarnemu odboru za evropsko integracijo. Od 1996 do 2003 je deloval kot podpredsednik Fidesza, od 2000 do 2011 pa je bil član Sveta Evropske ljudske stranke.
Med opravljanjem funkcije evroposlanca je bil leta 2010 Szájer imenovan za predsednika odbora za načrtovanje nove madžarske ustave in vodil državni posvetovalni odbor. Osnutek je Szájer napisal na svoj iPad. Odbor je uveljavil številne znatne spremembe ustave, med drugim možnost, da starši volijo v imenu svojih mladoletnih otrok, prepoved splava in definicijo zakona kot zveze med moškim in žensko.

### Evropski parlament
Leta 2003 se je Szájer pridružil Konvenciji o prihodnosti Evrope in bil opazovalec Evropskega parlamenta, preden se je Madžarska pridružila EU. Leta 2004 je bil prvič izvoljen v Evropski parlament in med podpredsednike skupine Evropske ljudske stranke in Evropskih demokratov. Od 2004 do 2007 je bil član Odbora za notranji trg in varstvo potrošnikov, od 2007 do 2014 pa Odbora za ustavne zadeve.
Leta 2008 je podpisal Praško deklaracijo o evropski zavesti in komunizmu. Leta 2009, po vnovični izvolitvi, je postal vodja madžarske delegacije ELS (do 2011) ter »chief whip« in podpredsednik skupine Evropske ljudske stranke (do 2020). Od 2014 do svojega odstopa leta 2020 je bil član Odbora za pravne zadeve. Bil je zastopnik Odbora za mednarodno trgovino in član delegacije za odnose z Združenimi državami Amerike.

### Odstop
Szájer je 29. novembra 2020 odstopil s položaja evropskega poslanca (odstop je stopil v veljavo s koncem decembra), potem ko ga je belgijska policija v noči 27. novembra prijela med bežanjem z zasebne orgije 25 moških nad gej barom, ki jo je gostil David Manzheley in ki je kršila tamkajšnjo omejitev zbiranja zaradi pandemije koronavirusne bolezni. Szájer ni bil povabljen gost in je prišel v spremstvu prijatelja. Zabavo je prekinila policija, ki so jo poklicali sosedje zaradi hrupa. Vse udeležence zabave so oglobili z 250 evri.
Po besedah državnega tožilca je Szájer bežal skozi okno po žlebu, njegove roke so bile krvave, v njegovem nahrbtniku pa so našli tableto ekstazija, za katero je zanikal, da bi bila njegova. Na kraju zabave ni imel osebnih dokumentov, zato ga je policija pospremila do doma, kjer se je legitimiral z diplomatskim potnim listom.
2. decembra 2020 je Szájer izstopil iz Fidesza. Vodja stranke in predsednik vlade Viktor Orbán je izjavil, da »kar je storil naš član József Szájer, ne ustreza vrednotam naše politične skupnosti. Ne bomo pozabili in zavrgli njegovih trideset let dela, toda njegova dejanja so nesprejemljiva in neopravičljiva.« Nekateri ostali evroposlanci so Szájerja in stranko Fidesz z njenimi stališči do istospolnosti obtožili hinavstva. Madžarski opozicijski voditelj András Fekete-Győr je dejal, da incident razkriva »popoln moralni propad Fidesza«.
V dneh, ki so sledili, se je na žlebu, po katerem se je Szájer spustil med bežanjem z zabave, pojavila spominska ploščica. V Rimu je nastal tudi mural, ki je prikazoval Szájerja kot gej ikono.

## Osebno življenje
Szájer je poročen s Tünde Handó, ki je januarja 2020 postala madžarska ustavna sodnica.
Leta 2015 je nekdanja članica Fidesza Klára Ungár, ki je odkrita lezbijka, izjavila, da sta Szájer in njegov strankarski kolega Máté Kocsis geja. Medtem ko je Kocsis proti njej vložil tožbo zaradi obrekovanja, ki jo je dobil na prvi stopnji in izgubil po pritožbi, se Szájer na trditev ni odzval.